# Recep Ölmez
Recep Ölmez (* 13. Januar 1953 in Dobri Dub) ist ein ehemaliger türkischer Fußballspieler.

## Werdegang
Ab 1973 spielte Ölmez für Fenerbahçe Istanbul. In der Saison 1974/75 wurde er mit Istanbul Meister der türkischen 1. Lig. Auch in der folgenden Saison gehörte er noch im Kader der Istanbuler. Von 1977 bis 1979 spielte Ölmez für Eskişehirspor und bestritt für die Mannschaft 13 Spiele in der Liga. In der Saison 1984/85 stand er im Kader des Zweitligavereins MKE Kırıkkalespor, für die er insgesamt vier Spiele bestritt.